# محند أولحاج
آكلي مقران المعروف سي محند أولحاج، (1911-1972) عقيد في جيش التحرير الوطني الجزائري قائد للولاية التاريخية الثالثة في حرب التحرير وبعد الاستقلال عُين قائدا للناحية العسكرية السابعة ثم مسؤول التنظيم في أمانة جبهة التحرير الوطني الجزائرية ثم عضوا بمجلس الثورة.

## النشاة
ولد سي محند أولحاج يوم 7 مارس 1911 بقرية بوزقان، ولاية تيزي وزو. وهو الابن الوحيد لأبيه سعيد وأمه فاطمة حباس
درس في المرحلة الابتدائية بقرية (آيت يخلف)، وتحصل على شهادة التعليم الابتدائي بقرية ميشلي عين الحمام حاليا، وذلك سنة 1926، إلا أنه توقف عن متابعة دراسته نظرا لظروف عائلته المادية التي كانت تمتهن الحدادة، وهي الحرفة التي ورثها رغما عن إرادته فكان يساعد أبيه مما أكسبته صفات الصبر والمثابرة ومقاومة الظروف الصعبة.
توفي أبوه سنة 1932 مما جعله يتحمل المسؤولية وهو صغيرا، فزادت عزيمته أكثر وأصبحت تبعات ومسؤوليات تأمين عيش الأسرة عليه غير أن ذلك لم يثبط عزيمته التي اكتسبها من عمله في الحدادة، والانتقال إلى أفق أوسع سعيا وراء الرزق في الهضاب العليا ففتح محلا له في هذه الحرفة في مدينة سطيف. شاءت الأقدار أن يرى بأم عينه مجازر 8 ماي 1945، مما عزز في نفسه روح النضال والانضواء تحت راية حركة انتصار الحريات الديمقراطية وشهد انتصار هذا الحزب في انتخابات عام 1947.
و في عام 1948 غادر الوطن إلى فرنسا أسوة بإخوانه الشباب بحثا عن الرزق، غير أنه لم يطل به المقام هناك إلا ستة أشهر ليعود بعدها إلى الوطن ويستقر في مدينة (الجزائر العاصمة) كمراقب للأشغال بمصنع (صوشينا/sochina) خلال سنتي 1948 و1949.
و أمام التغيرات الجديدة التي عرفتها الساحة الوطنية رجع إلى مسقط رأسه وامتهن التجارة في مواد البناء بـ (ايغيل بوماس) بوزقن حاليا، واقفا إلى جانب أبناء قومه، مساعدا لهم في تحسين معيشتهم والتخفيف عن آلامهم جراء التسلط والقمع الفرنسي.
و في عام 1951 انتخب رئيسا لـ(لجنة دوار أكفادو) وعمد إلى الاتصال بالمحضرين لثورة التحرير الجزائرية

## مشاركته في الثورة الجزائرية
كان سي محند أولحاج مشارك في ثورة التحرير الجزائرية منذ الساعات الأولى، ينظم الاجتماعات ويجمع الأموال ويتبرع بسبعة (07) ملايين فرنك فرنسي قديم للثورة المظفرة، ويزج بزوجته وأولاده الستة في الثورة المسلحة. وفي عام 1955 كلف بتنظيم لجان جبهة التحرير بناحية (بني إيجار).
وفي شهر سبتمبر 1956 عين قائدا لـ(منطقة عزازقة) الناحية الرابعة، المنطقة الثالثة في الولاية الثالثة برتبة ملازم أول وفي ماي 1957 رقي إلى رتبة (ملازم محافظ سياسي) للمنطقة الثالثة الولاية الثالثة.
و في أكتوبر 1957أصبح برتبة (نقيب) و(قائد للناحية الثالثة، الولاية الثالثة التاريخية). وفي أفريل 1958 رقي إلى رتبة (رائد محافظ سياسي للولاية الثالثة).
و أثناء الاجتماع المنعقد في مارس 1959 بحضور إطارات الولاية الثالثة التاريخية بإشراف العقيد عميروش آيت حمودة، عين برتبة (عقيد) قائدا بالنيابة للولاية التاريخية، بدل العقيد عميروش الذي كان يزمع الالتحاق بتونس غير أنه استشهد مع العقيد سي الحواس في جبل (ثامر) بنواحي بوسعادة يوم 29 مارس 1959.
مما كان له الأثر الفاجع في نفوس المجاهدين وأبناء الشعب غير أن العقيد سي محند والحاج وبحكمته المعروفة بادر إلى توزيع مناشير عبر منطقة القبائل تدعو إلى الهدوء قائلا: “مات العقيد عميروش لكننا نحن جميعا عميروش” وهذا ما هدأ النفوس وغليانها وأعاد الأمور إلى نصابها والأوضاع إلى سكينتها.
و في نوفمبر 1959 تقلد مسؤولية الولاية الثالثة في تلك الظروف الصعبة التي أعقبت استشهاد الرائد عبد الرحمان ميرة، إذ كان عليه مواجهة العمليات الفرنسية العسكرية وما أنشأته من موانع مكهربة بـ(خطي شال وموريس) لمنع وصول العتاد الحربي إلى الولايات.
و في ظل ظروف إنزال الفوج السادس للمظليين (G.R.P.I.M.A). على منطقة أكفادو والتي اقتحمت منطقة القبائل ب 000 36 جندي مظلي وضع العقيد سي محند والحاج خطته لمواجهة الوضع، فشكل أفواجا مصغرة أمرها بالتحرك لمواجهة العدو وبشكل مباشر، وجعل وحدات التسليح والمكوث قرب القرى لتمويل المجاهدين وأثمرت خطته الحكيمة وفشلت خطة شال ولقبه جنرالات فرنسا ب (الثعلب الشيخ) الذين كانوا يجدون أنفسهم أمام هذا القائد (أمغار/الشيخ) في كل موقعه خاضوها.
كما رفض سي محند والحاج تمزيق وحدة المجاهدين التي نادى بها الجنرال شارل ديغول تحت اسم (سلم الشجعان) أوائل جويلية 1960 موضحا للوسيط سي صالح بأن الولاية الثالثة تبقى متحدة مع الحكومة الجزائرية المؤقتة حتى تحقق النصر. ويعتبر سي محند والحاج من القادة القلائل الذين لم يغادروا الجزائر أثناء الثورة إلى غاية الاستقلال
و قد لقبه قومه (أمغار) أي الشيخ ليس لكبر سنه ولكن لحكمته ووقاره وقدرته على حل المشاكل المستعصية.

## بعد الاستقلال
وكان للعقيد سي محند والحاج شرف رفع علم الجزائر بسيدي فرج في نفس المكان الذي دخلت منه القوات الاستعمارية الفرنسية الغاشمة ودنست أرض الوطن العزيز طيلة قرن واثنين وثلاثين عاما.
قاد سي محند والحاج رفقة حسين آيت أحمد تمرداً برفقة خمسة آلاف مجاهد، ضد حكم أحمد بن بلة وهواري بومدين، وكان ذلك بعد الاستقلال ثم ما لبث أن انتهى التمرد بسبب نشوب أزمة بين الجزائر والمغرب فيما يسمى بحرب الرمال.
تقلد سي محند والحاج عدة مناصب بعد الاستقلال منها:
كان قائدا للناحية العسكرية السابعة من عام 1962 إلى 1963.
كان مسؤول التنظيم في أمانة جبهة التحرير الوطني الجزائرية من 1964 إلى 1965.
من 1966 إلى 1972 كان عضوا بمجلس الثورة برئاسة هواري بومدين الذي كان يستشيره نظرا لحكمته وخبرته وقدرته على مواجهة المشاكل التي كانت تحيط بالوطن.

## وفاته
توفي سي محند أولحاج في 2 ديسمبر 1972 بفرنسا عن عمر يناهز 61 عاما. ونزولا عند رغبته دفن في وسط أهله بمسقط رأسه ببوزقن ولاية تيزي وزو.
وتخليدا لاسمه سُميت جامعة البويرة باسمه تكريماً له بموجب مقرر أمضاه وزير المجاهدين الطيب زيتوني.